# Yunnan-Hase
Der Yunnan-Hase (Lepus comus) ist eine Säugetierart aus der Gattung der Echten Hasen innerhalb der Hasenartigen. Sein Verbreitungsgebiet befindet sich vor allem im zentralen Süden Chinas im Hochland der Provinzen Yunnan und Guizhou.

## Merkmale
Der Yunnan-Hase ist eine kleine Hasenart mit einem Körpergewicht von 1,5 bis 2,5 Kilogramm. Er ähnelt dem nahe verwandten Tibetanischen Wollhasen (L. oiostolus), ist jedoch deutlich kleiner. Das Fell ist auf der Oberseite grau-braun und an den Körperseiten hell ockerfarben und gelb. Das Hinterteil ist grau und der Schwanz ist auf der Oberseite dunkel.

## Verbreitung

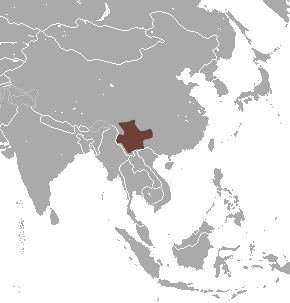
Verbreitungsgebiet des Yunnan-Hasen

Das Verbreitungsgebiet des Yunnan-Hasen liegt im zentralen Süden Chinas in der Provinz Yunnan mit Ausnahme der Region südwestlich des Mekong, im Westen Guizhous und im südlichen Sichuan. Darüber hinaus wurde er auch aus dem nördlichen Myanmar dokumentiert.
Er bewohnt vor allem das Hochland von Yunnan und Guizhou in Höhen von 1300 bis 3200 Metern.

## Lebensweise
Über die Lebensweise des Yunnan-Hasen liegen nur sehr wenige Informationen vor. Er ist tagaktiv und bildet Mulden, wobei die der Weibchen größer als die der Männchen und ovaler sind. Wie alle Hasen ernähren sie sich vor allem von Gräsern und Kräutern, nachts kann er zur Futtersuche auch in landwirtschaftliche Flächen gehen.
Die Weibchen bringen zwei- bis dreimal im Jahr je ein bis vier Jungtiere zur Welt.

## Systematik
Der Yunnan-Hase wird als eigenständige Art den Echten Hasen (Gattung Lepus) zugeordnet. Dabei wurde er ursprünglich dem Tibetanischen Wollhasen (L. oiostolus) zugeschlagen, jedoch auf der Basis von molekularbiologischen Studien als eigenständige Art und als Schwesterart des Tibetanischen Wollhasen bestätigt.
Je nach Quelle werden keine oder drei Unterarten des Yunnan-Hasen unterschieden. Chapman & Flu unterscheiden Lepus comus comus im westlichen Yunnan, L. c. peni im östlichen Yunnan, westlichen Guizhou und südwestlichen Sichuan sowie L. c. pygmaeus in Teilen Yunnans.

## Gefährdung und Schutz
Die Art wird von der International Union for Conservation of Nature and Natural Resources (IUCN) aufgrund der Bestandsgröße und des relativ großen Verbreitungsgebietes als „nicht gefährdet“ (Least concern) eingeschätzt. Als potenzielle Gefahr wird die Bildung von isolierten Gruppen in den Bergen aufgrund der Verdrängung der Art durch die Landwirtschaft eingeschätzt.

## Belege
1. 1 2  Joseph A. Chapman, John E.C. Flux (Hrsg.): Rabbits, Hares and Pikas. Status Survey and Conservation Action Plan. (PDF; 11,3 MB) International Union for Conservation of Nature and Natural Resources (IUCN), Gland 1990. ISBN 2-8317-0019-1.
2. 1 2 3 4 5 6  Lepus comus in der Roten Liste gefährdeter Arten der IUCN 2011. Eingestellt von: A.T. Smith, C.H. Johnston, 2008. Abgerufen am 25. Januar 2012.